# Issac Ryan Brown
Issac Ryan Brown (Detroit, 12 de julho de 2005) é um ator, dublador e cantor norte-americano.[carece de fontes?]

## Carreira
Estreou em 2013, em uma participação na série Sam & Cat, interpretando Kip. Em 2014, fez mais participações, onde viveu Stamps jovem na série The Soul Man, e Timmy, na série Garfunkel and Oates. No mesmo ano estrelou seu primeiro filme, Papou, interpretando Myran, e seu primeiro papel recorrente na série Black-ish. Em 2015, fez outro papel recorrente na série Devious Maids, vivendo Deion. Neste ano fez seu primeiro curta-metragemː King Ripple, interpretando o personagem-título mais jovem, e o segundoː The Neverlands, interpretando Khalil em sua fase jovem. Ainda em 2015 fez uma participação na série Black Jesus, com o personagem Boon-Boon, e um papel recorrente na série Adam Ruins Everything, interpretando Jake. Também foi em 2015 que Issac iniciou sua carreira de dublador, na série Bubble Guppies, com o personagem Goby, e em Miles from Tomorrowland, com o personagem Haruna Kitumba. Fez Christophe Edmond na série How to Get Away with Murder. Em 2016 dublou no curta Em Busca do Vale Encantado XIV: A Jornada dos Valentes, dando voz ao personagem Chomper, e na série Whisker Haven Tales with the Palace Pets, como Chai. Fez Ryan, na série OMGǃ, Michael Jackson em Time Traveling Bong, Damian no curta Dreams My Master, um garoto no filme Batman v Superman: Dawn of Justice, o "diretor" na série Lights, Camera, Lexi! e Rodney em The Thundermans, todas participações exceto a primeira, até que surgiu a oportunidade e ele fez seu segundo longa-metragemː Believe, na pele de Clarence Joseph. Em 2017 viveu Joey em NCIS: Los Angeles como uma participação, e viveu Shawnte no seu terceiro longaː Kings. Ainda em 2017 dublou Edgar no primeiro episódio na série GO! Cartoons e Brett em Mariah Carey: Desejo de Natal. Dublou o protagonista Stinky na série The Stinky & Dirty Show, e Bingo em Puppy Dog Pals. Neste ano estreou como protagonista na série Raven's Home, interpretando Booker Baxter Carter. Em 2018 dublou Max em Summer Camp Island, Ric em Next Gen e Kid em Family Guy. Em 2019 fez Wade Load, no filme do Disney Channelː Kim Possible, e dublou Everett Nichols no desenho Costume Quest.

## Filmografia

### Televisão
| Ano       | Título                      | Personagem           | Nota(s)      |
| --------- | --------------------------- | -------------------- | ------------ |
| 2013      | Sam & Cat                   | Kip                  | Participação |
| 2014      | The Soul Man                | Stamps (jovem)       | Participação |
| 2014      | Garfunkel and Oates         | Timmy                | Participação |
| 2014-2018 | Black-ish                   | Dre (jovem)          | Recorrente   |
| 2015      | Devious Maids               | Deion                | Recorrente   |
| 2015      | Black Jesus                 | Boon-Boon            | Participação |
| 2015      | Adam Ruins Everything       | Jake                 | Recorrente   |
| 2015-2017 | How to Get Away with Murder | Cristophe Edmond     | Recorrente   |
| 2016      | OMG!                        | Ryan                 | Recorrente   |
| 2016      | Time Traveling Bong         | Michael Jackson      | Participação |
| 2016      | The Thundermans             | Rodney               | Participação |
| 2016      | Lights, Camera, Lexi!       | Diretor              | Participação |
| 2017      | NCIS: Los Angeles           | Joey                 | Participação |
| 2017-2023 | Raven's Home                | Booker Baxter Carter | Protagonista |

### Cinema
| Ano  | Título                             | Personagem          | Nota(s)        |
| ---- | ---------------------------------- | ------------------- | -------------- |
| 2014 | Papou                              | Myran               |                |
| 2015 | King Ripple                        | King Ripple (jovem) | Curta-metragem |
| 2015 | The Neverlands                     | Khalil (jovem)      | Curta-metragem |
| 2016 | Dreams My Master                   | Damian              | Curta-metragem |
| 2016 | Batman v Superman: Dawn of Justice | Menino              | Participação   |
| 2016 | Believe                            | Clarence Joseph     |                |
| 2017 | Kings                              | Shawnte             |                |
| 2019 | Kim Possible                       | Wade Load           |                |

## Como dublador

### Televisão
| Ano           | Título                                   | Personagem        | Nota(s)      |
| ------------- | ---------------------------------------- | ----------------- | ------------ |
| 2015-2016     | Bubble Guppies                           | Goby              |              |
| 2015-2018     | Miles from Tomorrowland                  | Haruna Kitumba    |              |
| 2016-2017     | Whisker Haven Tales with the Palace Pets | Chai              | Recorrente   |
| 2017-presente | Puppy Dog Pals                           | Bingo             | Protagonista |
| 2018          | Summer Camp Island                       | Max               | Recorrente   |
| 2018          | The Stinky & Dirty Show                  | Stinky            | Protagonista |
| 2018          | Family Guy                               | miúdos adicionais | 14 episódios |
| 2019          | Costume Quest                            | Everett Nichols   |              |

### Cinema
| Ano  | Título                                                 | Personagem | Nota(s)        |
| ---- | ------------------------------------------------------ | ---------- | -------------- |
| 2016 | Em Busca do Vale Encantado XIV: A Jornada dos Valentes | Chomper    | Curta-metragem |
| 2017 | Mariah Carey: Desejo de Natal                          | Brett      | Curta-metragem |
| 2018 | Next Gen                                               | Ric        |                |

### Web
| Ano  | Título       | Personagem | Nota(s)                   |
| ---- | ------------ | ---------- | ------------------------- |
| 2017 | GO! Cartoons | Edger      | Episódio: "The Summoning" |

1. ↑  ALISON CAPORIMO (23 de maio de 2018). «"Raven's Home" Estrela Navia Robinson Fazendo "That's So Raven"». Seventeen. Consultado em 5 de novembro de 2018
2. ↑  Ryane DeFalco (15 de outubro de 2018). «A estrela de "Raven's Home" Navia Robinson fala com o YEM». YEM. Consultado em 5 de novembro de 2018
3. ↑  TV, Notícias da (28 de outubro de 2017). «Nova versão de Visões da Raven leva para a Disney desafios das mães solteiras». Notícias da TV
4. ↑  Júlia Sabbaga (28 de junho de 2018). «Kim Possible ː Issac Ryan Brown, de A Casa da Raven, entra para elenco do filme live-action». Omelete. Consultado em 12 de novembro de 2018
5. ↑  Denise Petski (22 de junho de 2018). «'Kim Possible': 'Raven's Home' Star Issac Ryan Brown Joins Cast Of Disney Channel Movie». Dead Line. Consultado em 12 de novembro de 2018
6. ↑  Lucas Rafael (24 de junho de 2018). «KIM POSSIBLE ː ator de Raven's Home entra para o elenco do filmeǃ». Legião dos Heróis. Consultado em 12 de novembro de 2018
7. ↑  Observatório do Cinema (22 de junho de 2018). «Kim Possibleː Adaptação com atores escala seu Wade, parceiro da heroína». Observatório do Cinema. Consultado em 12 de novembro de 2018
8. ↑  Mercedes Milligan (1 de novembro de 2018). «Watch: Frederator Unmasks Amazon Series 'Costume Quest'». Animation Magazine. Consultado em 12 de novembro de 2018